# 荒木伸吾
荒木伸吾（1939年1月1日—2011年12月1日）是日本著名的動畫製作師及角色設計師，愛知縣名古屋市出身。1964年加入手冢治蟲創立的動畫製作公司「蟲製作公司」，並參與製作動畫《小獅王》開始進入動畫界之後至今。
他與門下女弟子姬野美智常共同為眾多動畫作品擔任作畫監督以及角色設計，如《金剛戰神》、《霹靂日光號》、《聖鬥士星矢》、《甜心戰士》、《凡爾賽玫瑰》、《小仙女》等作品，將不少由漫畫改編的作品，以更為美化的動畫角色風格呈現，並受到高度的正面評價。
2011年12月1日，因游泳時發生的急性循环衰竭而去世。

## 主要動畫作品
- 小白獅王（原畫、動畫）（1966）
- 排球甜心（作畫）（1969）
- 小拳王（作畫監督）（1970）
- 小泰山（原畫）（1971）
- 赤銅鈴之助（原畫、作畫監督）（1972）
- 熊貓家族（原畫）（1972）
- 惡魔人（作畫監督）（1972）
- （角色設計、原畫、作畫監督）（1973）
- 甜心戰士（角色設計、原畫、作畫監督）（1973）
- 小仙女（角色設計、作畫監督）（1974）
- 少年德川家康（角色設計、作畫監督）（1975）
- 金剛戰神（角色設計、原畫、作畫監督）（1975）
- （原畫、作畫監督）（1975）
- 新巨人之星（作畫監督）（1977）
- 霹靂日光號（角色設計、作畫監督）（1977）
- 永別了 宇宙戰艦大和號（作畫監督）（1978）
- 花仙子（角色設計、原畫）（1979）
- 新巨人之星II（作畫監督）（1979）
- 凡爾賽玫瑰（角色設計、作畫監督）（1979）
- （角色設計、總作畫監督）（1981，日法合作）
- 銀河烈風（片頭作畫）（1982）
- 戰鬥王（原畫）（1984）
- 玻璃假面（片頭作畫）（1984）
- 神奇糖（作畫監督）（1985）
- 聖鬥士星矢（角色設計、作畫監督）（1986）
- G.I Joe:The Movie（原畫）（1987）
- 聖鬥士星矢 眾神的激戰（角色設計、作畫監督）（1988）
- 聖鬥士星矢 真紅的少年傳說（角色設計、作畫監督）（1988）
- 風魔小次郎（角色設計、片頭與片尾作畫監督）（1989）
- 風魔小次郎 聖劍戰爭篇（角色設計、作畫監督）（1990）
- 橫山光輝 三國志（角色設計、作畫監督）（1991）
- 風魔小次郎 風魔反亂篇（角色設計、作畫監督）（1992）
- 足球風雲（角色設計、作畫監督）（1993）
- 鬼太郎（角色設計）（1996年版）
- 喀喀喀的鬼太郎 大海獸（角色設計、作畫監督）（1996）
- 金田一少年之事件簿 新歌劇院殺人事件（角色設計、作畫監督）（1996）
- 喀喀喀的鬼太郎 妖怪特快車！魔幻火車（角色設計、作畫監督）（1997）
- 金田一少年之事件簿（角色設計、作畫監督）（1997）
- 遊戲王（角色設計）（1998）
- 遊戲王 - 真紅眼黑龍（作畫監督）（1999）
- 金田一少年之事件簿2 殺戮的深藍（角色概念設計）（1999）
- 遊戲王—怪獸之決鬥（角色設計）（2000）
- 聖鬥士星矢 冥王十二宮篇（角色設計、總作畫監督）（2002）
- 熱拳本色（角色設計、作畫監督）（2003）
- 聖鬥士星矢 天界篇序奏～Overture～（角色設計、作畫監督）（2004）
- 聖鬥士星矢 冥界篇前章（角色設計、總作畫監督）（2005）
- 聖鬥士星矢 冥界篇後章（角色設計、總作畫監督）（2006）
- 聖鬥士星矢 極樂世界篇（角色設計、總作畫監督）（2008）